# Фейсал Рерас
Файсал Рерас (на арабски език - فيصل غراس) е марокански футболист, защитник, роден в Лиеж, Белгия.